# Moorwarfen
Moorwarfen ist ein Stadtteil von Jever im Landkreis Friesland in Niedersachsen. Der Ort liegt südöstlich vom Kernbereich von Jever, zwischen der südlich verlaufenden Bahnstrecke Sande-Esens und der nördlich verlaufenden K 94, der Sillensteder Straße.

## Infrastruktur
Im Stadtteil wird von der ehemaligen Bundesstraße B 210 in einen nördlichen und in einen südlichen Teil geteilt. An der ehemaligen Bundesstraße liegt die Straßenmeisterei Jever der niedersächsischen Straßenbauverwaltung – Geschäftsbereich Aurich.
Durch viele Arbeitseinsätze des Angelvereins Jever e. V. ist eine ehemalige, ca. 17 ha große Sandentnahmestelle (Baggersee), der Moorwarfener See, zu einem wertvollen Biotop und hervorragendem Angelgewässer umgestaltet geworden.

## Vereine
- Dorfgemeinschaft Moorwarfen e. V.[3]
- Klootschießer- und Boßelerverein „Lat em loopen“ Moorwarfen e. V.[4]
- Fußballverein FC Moorwarfen (gegründet 2010)